# Herbert Ohly
Herbert Ohly (* 18. Dezember 1901 in Langenaltheim; † 20. Januar 1972 in Gauting) war ein deutscher Jurist, der im NS-Regime und unmittelbar nach dem Zweiten Weltkrieg zeitweise berufsmäßiger 2. Bürgermeister und kommissarischer Bürgermeister der Stadt Erlangen war.

## Leben und Wirken
Herbert Ohly studierte in Halle, Jena und Würzburg Rechts- und Staatswissenschaften. Das Studium schloss er 1925 mit dem 1. Staatsexamen und der Promotion ab. Das 2. Staatsexamen folgte im Jahr 1928. Anschließend war er zunächst Rechtsanwalt, dann im bayerischen Justizdienst tätig, zuletzt am Amtsgericht Erlangen. Am 27. März 1930 wurde er in der Stadt Erlangen zum berufsmäßigen Stadtrat gewählt und wurde  Leiter des Rechtsreferats sowie weiterer Referate wie öffentliche Fürsorge und Jugendfürsorge. Bald nach der Machtergreifung der NSDAP trat er zum 1. Mai 1933 der Partei bei (Mitgliedsnummer 3.176.945). Zwei Jahre später wurde er zum berufsmäßigen Zweiten Bürgermeister gewählt und zusätzlich mit der Leitung des Finanzreferats betraut. Am 1. Oktober 1944 wurde er zum kommissarischen Oberbürgermeister ernannt, nachdem sein Vorgänger OB Alfred Groß von seinem Amt beurlaubt worden war, weil die Personalunion von Bürgermeister und Kreisleiter abgeschafft wurde.

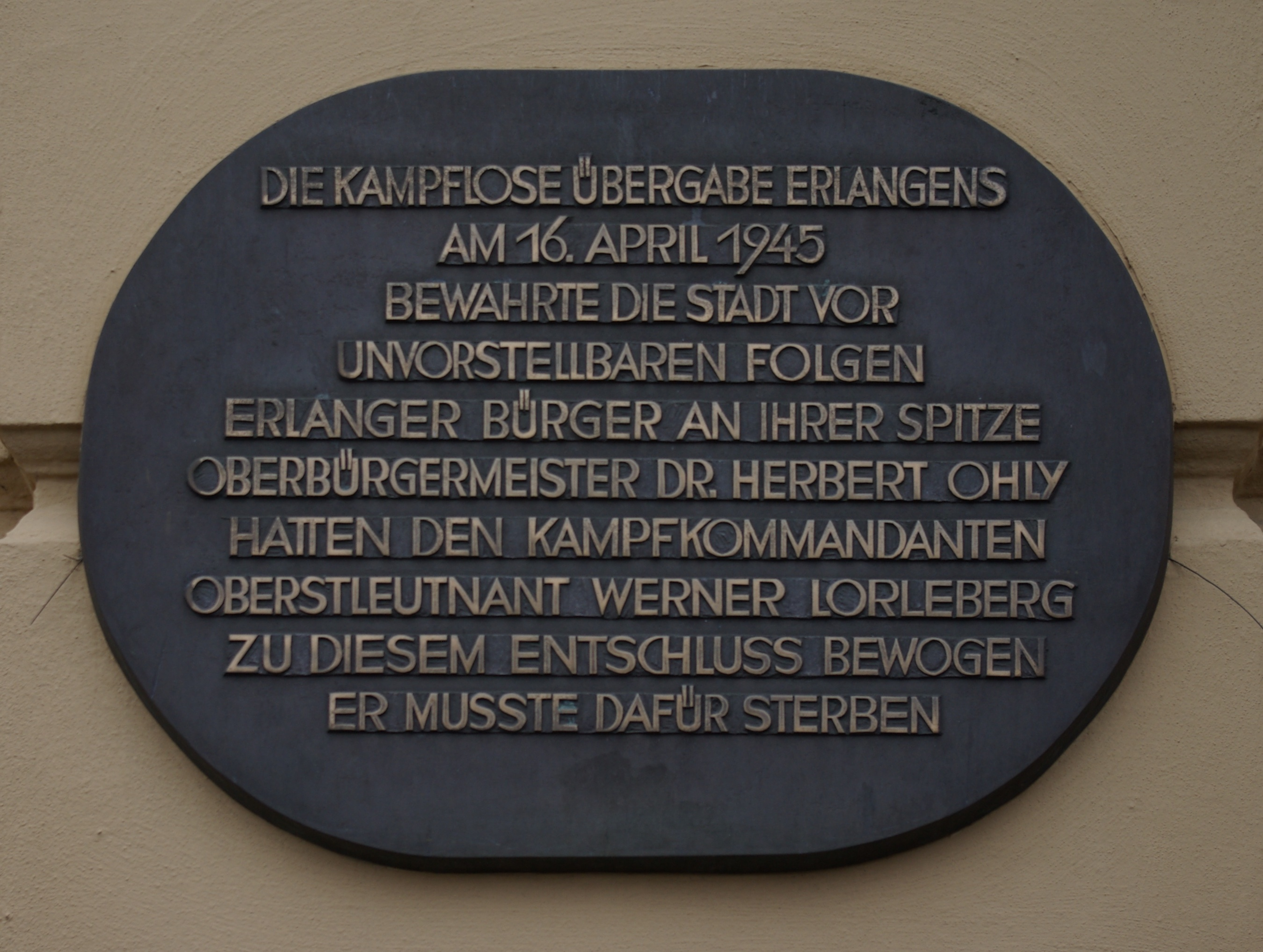
Gedenktafel am Lorlebergplatz in Erlangen

Am Ende des Krieges setzte sich Ohly dafür ein, die Stadt Erlangen den amerikanischen Truppen kampflos zu übergeben und somit vor der Zerstörung zu bewahren. Es gelang ihm, den zuständigen Kampfkommandanten, Oberstleutnant Werner Lorleberg, davon zu überzeugen, dass der  Führerbefehl, um jeden Preis weiterzukämpfen, sinnlos war. Am 16. April 1945 wurde daraufhin Erlangen kampflos übergeben. Nach der Einnahme Erlangens durch die amerikanischen Truppen wurde Ohly zunächst wieder als Oberbürgermeister eingesetzt. In der Zeit bis zu seiner Absetzung am 21. Juli 1945 erreichte er die Ansiedlung von Siemens & Halske AG sowie der Verwaltung der Siemens-Schuckertwerke in Erlangen. Nach dem Ende der politischen Karriere war er bei der Firma Siemens in Erlangen und München tätig. Im Entnazifizierungsverfahren wurde er trotz seiner politischen Funktionen und seiner Mitgliedschaft in der NSDAP und in weiteren NS-Organisationen wegen seines Einsatzes für die kampflose Übergabe Erlangens vollständig entlastet.